# David Fleay

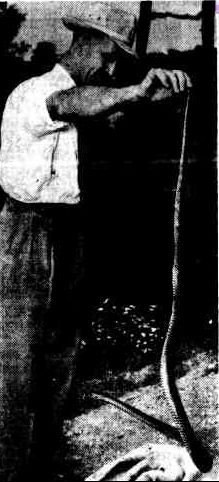
David Fleay houdt een slang vast (1954)

David Howells Fleay (Ballarat, 6 januari 1907 - West Burleigh, 7 augustus 1993) was een Australisch natuuronderzoeker en pionier op het vlak van de bescherming van en het fokken met bedreigde diersoorten. Hij was de eerste die het vogelbekdier (Ornithorhynchus anatinus) tot nakomelingschap bracht in gevangenschap.

## Biografie
Fleay werd in 1907 geboren als zoon van William Henry Fleay, apotheker, en Maude Glover Fleay, natuurschilder. Na school werkte hij, op aandringen van zijn vader, in diens apotheek. Aansluitend werkte hij als leraar, terwijl hij studeerde aan de Universiteit van Melbourne. In 1931 trouwde Fleay met studiegenoot Mary Sigrid Collie en hetzelfde jaar studeerde hij af in de Zoölogie, Botanie en Educatie. Aansluitend werkte hij nog als leraar, maar was ook actief als natuuronderzoeker. In 1933 fotografeerde en filmde hij de laatst levende Tasmaanse tijger, in de dierentuin van Hobart. Hij trachtte de autoriteiten te interesseren in een fokprogramma voor dit ernstig bedreigde dier, maar dat mislukte.

### Dierentuinen
In 1934 werd Fleay benoemd tot directeur van de nieuwe sectie Australische dieren van de dierentuin van Melbourne. Daar lukte het hem om verscheidene dieren voor het eerst in gevangenschap te fokken, waaronder de koala. Vanwege oplopende principiële meningsverschillen over de voeding van de dieren, werd hij er in 1937 ontslagen. Hetzelfde jaar werd hij benoemd tot de eerste betaalde directeur van het Healesville Sanctuary, een dierentuin annex natuurreservaat. Daar zette hij onder meer zijn werk aan het fokken van bedreigde dieren voort en slaagde hij erin als eerste, en lange tijd enige, te fokken met het vogelbekdier. Op 5 november 1943 werd er het diertje Corrie geboren. Fleay liet de Sanctuary ook 95 tijgerslangen opnemen. Die werden voor hun gif gemolken, hetgeen aan de Commonwealth Serum Laboratories werd verkocht. De opbrengst daarvan zorgde, samen met de entreegelden, voor een financieel levensvatbaar bedrijf.
In 1947 reisde Fleay samen met zijn vrouw naar de VS, om de Bronx Zoo drie vogelbekdiertjes te overhandigen. Ook bezocht hij er verschillende andere dierentuinen, om er ideeën op te doen. Een half jaar later werd hij, ten onrechte, beschuldigd van het zonder toestemming aan de Amerikanen overhandigen van nog meer dieren uit het park. Onder publieke verontwaardiging werd Fleay teruggezet naar 'consultant'.

### Taipan
In 1950 werd voor het eerst een exemplaar van de uiterst giftige taipan gevangen, door de jonge herpetoloog Kevin Budden, die dodelijk gebeten werd bij het opbergen van de slang. Het dier werd naar Melbourne gestuurd, waar Fleay werd gevraagd de slang te melken. Dat was niet zonder risico, daar over de slang weinig bekend was en er in geval van een beet geen tegengif beschikbaar was. Na er een nachtje over geslapen te hebben stemde Fleay toe. Met het door hem verkregen gif kwam in 1955 voor het eerst een tegengif beschikbaar. In 1958, 1959 en 1960 lukt het Fleay als eerste om met de taipan in gevangenschap te fokken. Fleays observaties omtrent het gedrag van de taipan werden als hoogst accuraat gekenmerkt. Tussen 1927 en 1982 molk Fleay alle giftige slangen van het continent, al dan niet als leverancier van CSL.

### Fleays Wildlife Park
In 1951 kocht Fleay een huis met omliggend land in Tallebudgera, een voorstad van Gold Coast. Het volgende jaar verkreeg hij drie stukken aangrenzend land, om er een eigen park en reservaat te bouwen. Het later als David Fleay Wildlife Park bekend staande park moest een plaats voor onderzoek en educatie worden. Verscheidene diersoorten werden er met respect in gevangenschap gehouden, terwijl andere dieren naar believen konden komen en gaan. Fleay maakte immer bezwaar tegen de kwalificatie 'dierentuin' en met zijn benadering was Fleay zijn tijd ver vooruit. Maar al te vaak werden Australische dieren door de bevolking als ongedierte bestempeld. Ook in zijn omgang met de Aborigines was Fleay zijn tijd vooruit en Fleay was een van de eerste gezichten van de milieubeweging van Australië.
Tussen 1982 en 1985 werd het park in drie grote delen aan de regering van Queensland verkocht, die het park in stand en open hield. Delen van het park zijn als natuurreservaat bestempeld. Het echtpaar Fleay bleef er tot aan hun dood wonen en werken. Fleay overleed in 1993.

### Overige activiteiten
Fleay was in 1962 een van de oprichters van de Wildlife Preservation Society of Queensland.